# Prozelo (Arcos de Valdevez)
Prozelo es una freguesia portuguesa del concelho de Arcos de Valdevez, con 4,15 km² de superficie y 1.020 habitantes (2001). Su densidad de población es de 245,8 hab/km².